# Synanthedon sodalis
Synanthedon sodalis is een vlinder uit de familie wespvlinders (Sesiidae), onderfamilie Sesiinae.
Synanthedon sodalis is voor het eerst wetenschappelijk beschreven door Püngeler in 1912. De soort komt voor in het Palearctisch gebied.